# Jestli se rozzlobíme, budeme zlí
Jestli se rozzlobíme, budeme zlí (it. ...altrimenti ci arrabbiamo!) je italsko-španělská filmová komedie, kterou natočil režisér Marcello Fondato v roce 1974.

## Děj
Dva soupeři a rivalové, Kid (Terence Hill) a Ben (Bud Spencer), se zúčastní automobilového závodu, kde je hlavní výhrou červená bugina Puma. Oba chtějí samozřejmě vyhrát. Což se také stane, oba projedou cílovou páskou ve stejnou dobu. Auto je tudíž obou. Vtom nastává opět další soutěžení. Kdo odjede s buginou, se rozhodne v pojídání párků. Avšak jakékoliv snažení se rozplyne v okamžiku, kdy do baru, kde soutěží, vtrhnou gangsteři, vše zdemolují a následně jim zničí buginu. Vše zprvu řeší mírumilovně a po šéfovi gangsterů (John Sharp) požadují novou. Avšak nic není tak jednoduché, a tak je postupně mají zlikvidovat různí gangsteři a později dokonce i známý italský zabiják Paganini (Manuel de Blas). Nakonec dostanou dvě nové buginy, ale jednu z nich při nehodě zničí a o zbylou opět hodlají soutěžit v pojídání párků.

## Obsazení
| Terence Hill      | Kid      |
| Bud Spencer       | Ben      |
| Patty Shepard     | Liza     |
| Donald Pleasence  | Doktor   |
| Deogratias Huerta | Attila   |
| John Sharp        | Šéf      |
| Manuel de Blas    | Paganini |
| Luis Barbero      | Jeremiáš |

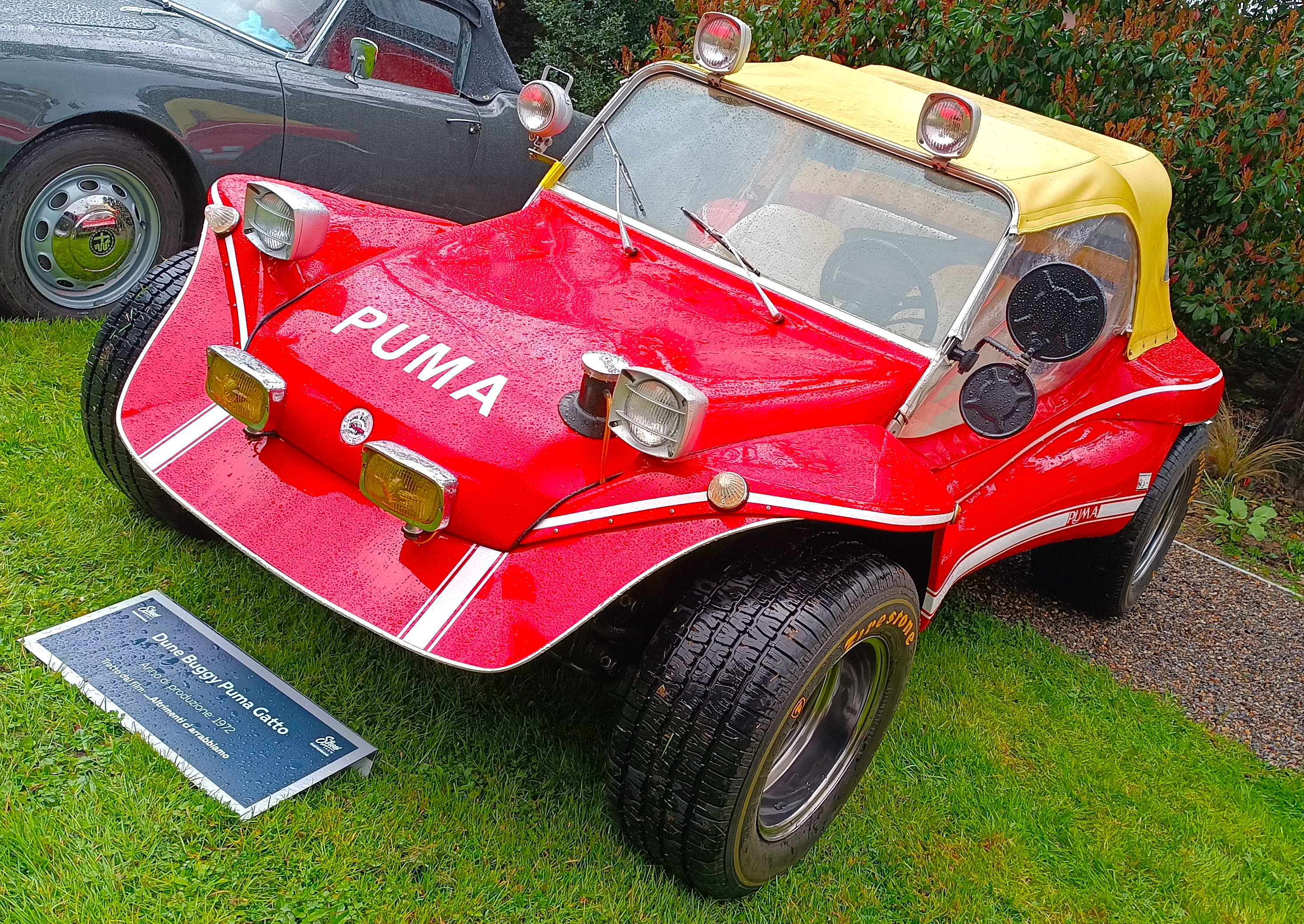
Stroj Puma Gatto z roku 1972, který účinkoval ve snímku. Vozidlo malosériového italského výrobce bylo poháněno motorem z VW Brouk.

00